# Serranus phoebe
Serranus phoebe är en fiskart som beskrevs av Poey, 1851. Serranus phoebe ingår i släktet Serranus och familjen havsabborrfiskar. Inga underarter finns listade i Catalogue of Life.